# Eusko Gudarostea
Eusko Gudarostea ou Euzko Gudarostea (dans l'ancienne orthographe) signifie l'« armée basque » en basque. Ce fut la dénomination utilisée par l'armée du gouvernement basque durant la guerre d'Espagne.

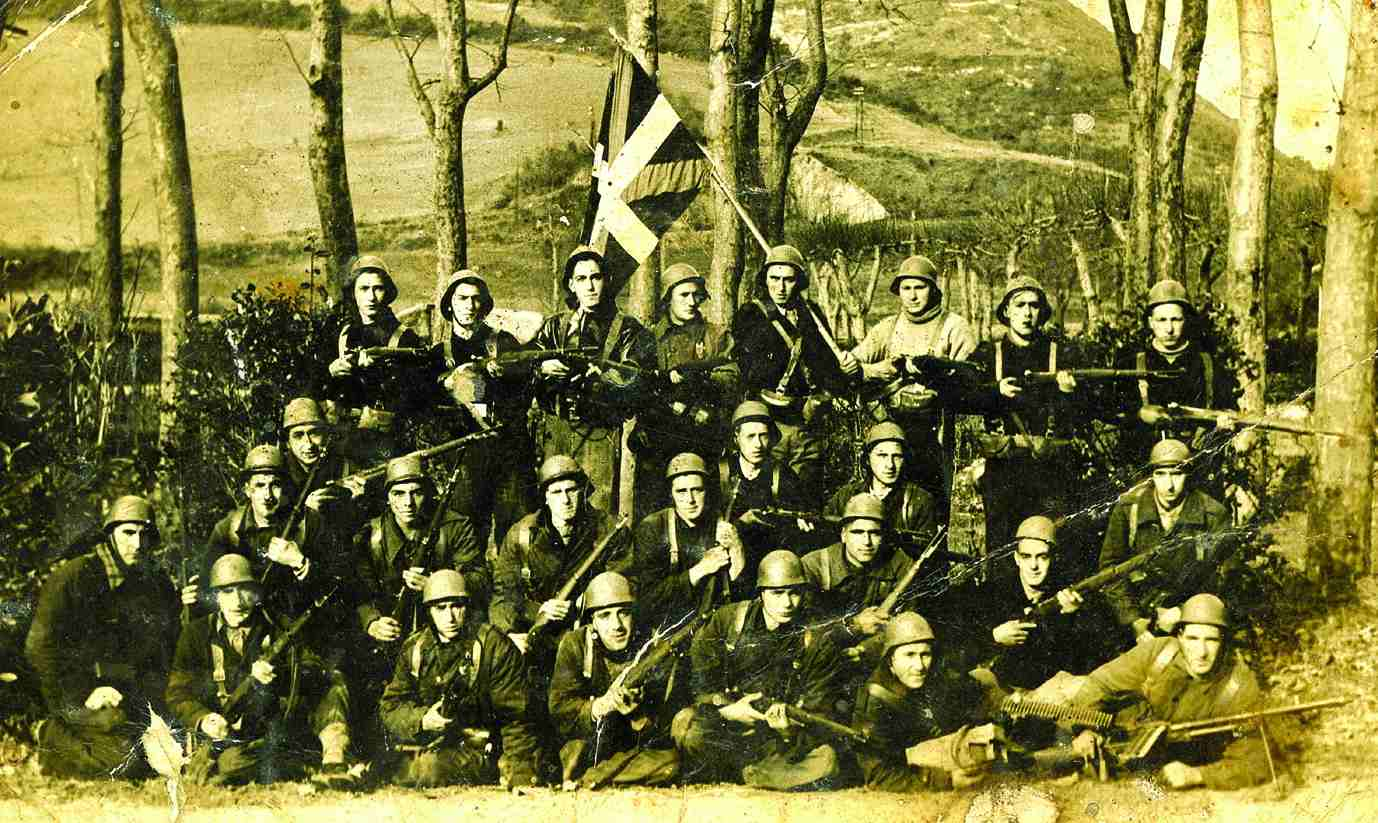
Le bataillon Amaiur en 1937 (Biscaye)

## Origines
C'est au début du mois d'août 1936, peu après le coup d'État nationaliste contre la Seconde République espagnole que fut fondé l'Euzko Gudarostea. L'armée était dirigée par le gouvernement de la Communauté autonome basque (dirigé par le lehendakari Aguirre) et donc sous l'autorité politique des députés du Parti nationaliste basque, en particulier les membres de l'EBB ou commission exécutive d'Euzkadi (Euskadi Buru Batzar en basque ou Comisión Ejecutiva de Euskadi en espagnol). Les trois principaux hommes chargés de sa surveillance étaient Manuel de Irujo, José María Lasarte et Telesforo Monzón. Elle fut placée sous la direction du capitaine d'intendance Cándido Saseta.
Ses membres étaient appelés les gudaris. Ce mot signifie « soldats » ou « guerriers » en euskara, étant basé sur la racine guda (« la guerre ») et le suffixe -ari, qui indique l'emploi. C'est dans la caserne de Bidarte, dirigée par l'écrivain Esteban Urkiaga, surnommé Lauaxeta, que furent formés des milliers de gudaris. Le premier bataillon fut appelé « Arana Goiri » et formé par le PNB à partir de son organisation paramilitaire Euzko Aberkoi Batza. Il partit au front le 24 septembre, la veille de la formation officielle de l'Euzko Gudarostea.
C'est effectivement le 25 septembre que l'Euzko Gudarostea fut officiellement constitué, sous le commandement de Ramón Azkue, en coordination avec l'armée de la République. L'hymne officiel de l'Eusko Gudarostea fut Eusko Gudariak.

## Composition
L'Eusko Gudarostea était composé de 79 bataillons. Les troupes étaient formées d'hommes aux sensibilités différentes : des nationalistes basques, des communistes, des socialistes et des républicains essentiellement. On comptait :
- 25 bataillons du Parti nationaliste basque ;
- 17 bataillons communistes : 9 bataillons des Jeunesses Socialistes Unifiées (Juventudes Socialistas Unificadas) et 8 du Parti communiste du Pays basque (Partido Comunista de Euskadi-Euskadiko Partidu Komunista (PCE-EPK), fédération du Parti communiste d'Espagne (PCE) ;
- 11 bataillons socialistes, c'est-à-dire membres du Parti socialiste ouvrier espagnol et du syndicat de l'Union Générale des Travailleurs (Unión General de Trabajadores) ;
- 7 bataillons des anarchistes de la Confédération nationale du travail (Confederación Nacional del Trabajo) ;
- 5 bataillons de la Gauche républicaine (Izquierda Republicana) ;
- 3 bataillons des socialistes nationalistes de l'Action nationaliste basque ;
- 2 bataillons Jagi-Jagi ;
- 1 bataillon des nationalistes socialistes de la Solidarité des travailleurs basques (Euskal Langileen Alkartasuna en basque ou Solidaridad de los Trabajadores Vascos en espagnol) ;
- 1 bataillon républicain ;
- 7 bataillons sans affiliations.

L'armée comptait également une force navale, la Marine de guerre auxiliaire d'Euzkadi (Marina de Guerra Auxiliar de Euzkadi en espagnol ou Euzko itsas Gudarostea en basque). Elle regroupait principalement des petits bateaux et des barques de pêche armés, souvent désignés sous le nom de bous, ou transformés en dragueurs de mines. La flotte fut engagée dans plusieurs combats, en particulier la bataille du cap Machichaco.
La force aérienne était particulièrement réduite. À cause des motifs et des couleurs différentes des appareils, elle était populairement désignée sous le nom de « cirque Price », fameux cirque fondé depuis les années 1870 à Madrid. 
Quoique combattant au sein du même corps, il est notable que des dissensions existaient entre les membres de l'armée basque. Il y eut des conflits internes vifs, particulièrement entre les nationalistes basques et les anarchistes et les syndicalistes socialistes.
L'armée basque avait pour objectif de maintenir l'ordre public. Elle prit également part aux combats contre les troupes de Franco sur le front du Nord.

Ikurriña, drapeau utilisé par les gudaris comme signe de ralliement.

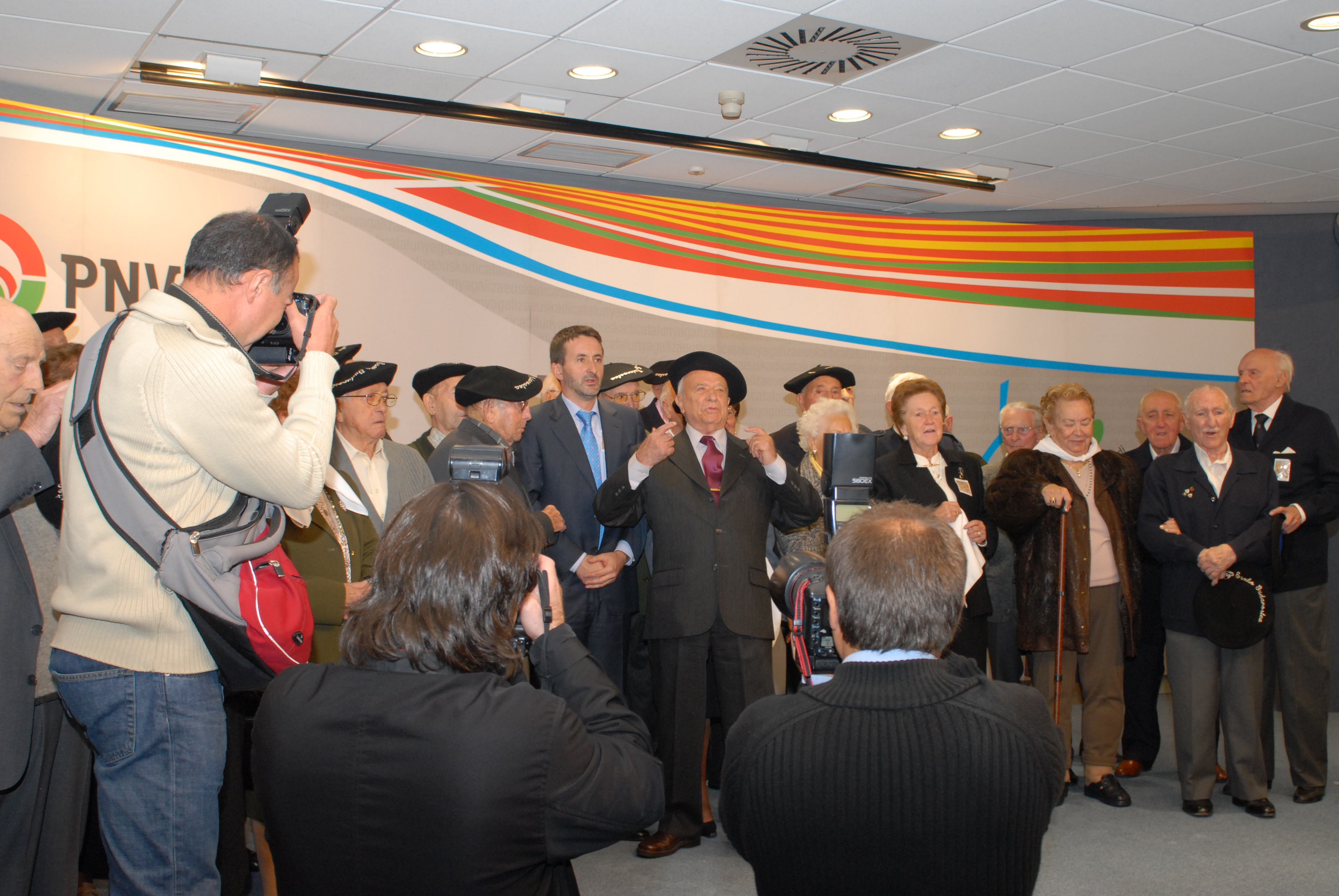
Membres du PNB fêtent le Gudari Eguna (la journée du soldat basque)

## La «trahison de Santoña»
En 1937, à la suite de la conquête de la Biscaye, les troupes basques du PNV et de l'ELA se rendirent au corps expéditionnaire italien à Santoña en Cantabrie, sans l'autorisation du gouvernement de la République et sans avertir le reste des troupes qui continue à se battre sur le front. La reddition de Santoña fut donc ressentie par leurs anciens alliés comme une véritable traitrise qu'ils désignèrent sous le nom de « trahison de Santoña ». Les termes de la reddition, cependant, ne furent pas acceptés par Franco, et ceux qui s'étaient rendus furent emprisonnés. 
Quant aux bataillons communistes, socialistes, anarchistes et de l'ANV, ils continuèrent la lutte sur les fronts de Cantabrie et des Asturies. Ils tinrent à conserver leur identité propre à l'intérieur de l'armée républicaine. Après la chute du front du Nord, quelques-uns se réfugièrent dans les montagnes, attendant les ordres de la République pour reprendre une guerre de guerilla, afin d'affaiblir les arrières de l'ennemi. D'autres s'enfuirent en France par bateau avant de rejoindre la Catalogne pour continuer le combat jusqu'en 1939.

## L'après-guerre
Immédiatement après la guerre, des membres démobilisés d'Eusko Gudarostea furent formés par les États-Unis pour renverser le gouvernement de Franco, certains formeront par la suite les instructeurs de l'ETA.